# Atletica leggera ai XVII Giochi paralimpici estivi - Salto in lungo T11 maschile
Ai XVII Giochi paralimpici estivi la competizione del salto in lungo maschile T11 si è svolta il giorno 30 agosto 2024 presso lo Stade de France di Parigi.

## Situazione pre-gara

### Record
Prima di questa competizione, il record del mondo, il record paralimpico e i record continentali erano i seguenti.
| Record              | Prestazione    | Atleta                   | Data e luogo                        | Competizione                         |
| ------------------- | -------------- | ------------------------ | ----------------------------------- | ------------------------------------ |
| Record mondiale     | 6,73 m         | Lex Gillette Stati Uniti | 10 maggio 2014 Mesa, Stati Uniti    |                                      |
| Record mondiale     | 6,73 m         | Lex Gillette Stati Uniti | 7 maggio 2011 Mesa, Stati Uniti     |                                      |
| Record paralimpico  | 6,67 m         | Jose Rodriguez Spagna    | 18 agosto 1996 Atlanta, Stati Uniti | X Giochi paralimpici estivi          |
| Record africano     | 6,11 m         | Firas Bentria Algeria    | 27 luglio 2013 Lione, Francia       | Campionati mondiali paralimpici 2013 |
| Record panamericano | 6,73 m         | Lex Gillette Stati Uniti | 10 maggio 2014 Mesa, Stati Uniti    |                                      |
| Record panamericano | 6,73 m         | Lex Gillette Stati Uniti | 7 maggio 2011 Mesa, Stati Uniti     |                                      |
| Record asiatico     | 6,65 m         | Di Dongdong Cina         | 23 ottobre 2023 Hangzhou, Cina      | IV Giochi para-asiatici              |
| Record europeo      | 6,67 m         | Jose Rodriguez Spagna    | 18 agosto 1996 Atlanta, Stati Uniti | X Giochi paralimpici estivi          |
| Record oceaniano    | Record vacante | Record vacante           | Record vacante                      | Record vacante                       |

### Campioni in carica
I campioni in carica a livello mondiale erano i seguenti.
| Campione    | Atleta             | Prestazione | Data e luogo                   | Competizione                         |
| ----------- | ------------------ | ----------- | ------------------------------ | ------------------------------------ |
| Paralimpico | Di Dongdong Cina   | 6,47 m      | 27 agosto 2021 Tokyo, Giappone | XVI Giochi paralimpici estivi        |
| Mondiale    | Chen Shichang Cina | 6,62 m      | 17 maggio 2024 Kōbe, Giappone  | Campionati mondiali paralimpici 2024 |

### La stagione
Prima di questa gara, gli atleti con le migliori tre prestazioni mondiali dell'anno erano:
| Pos. | Atleta             | Prestazione | Data e luogo                  |
| ---- | ------------------ | ----------- | ----------------------------- |
| 1    | Chen Shichang Cina | 6,62 m      | 17 maggio 2024 Kōbe, Giappone |
| 2    | Di Dongdong Cina   | 6,50 m      | 17 maggio 2024 Kōbe, Giappone |
| 3    | Ye Tao Cina        | 6,48 m      | 17 maggio 2024 Kōbe, Giappone |